# خطبة حجة الوداع
خطبة الوداع للنبي محمد ألقاها الرسول ﷺ في حجة الوداع يوم عرفة من جبل الرحمة.
خطبة أجراها النبي محمد الجمعة 9 ذو الحجة 10 هـ الموافق 6 مارس 632 م.
ألقاها الرسول ﷺ في حجة الوداع:

## اكتمال الدين
ألقاها الرسول ﷺ "اليوم أكملت لكم دينكم وأتممت عليكم نعمتي ورضيت لكم الإسلام ديناً"

## الشاهد
ألقاها الرسول ﷺ الحمد لله نحمده ونستعينه ونستغفره ونتوب إليه، ونعوذ بالله من شرور أنفسنا ومن سيئات أعمالنا من يهده الله فلا مضل له ومن يضلل فلا هادي له، وأشهد أن لا إله إلا الله وحده لا شريك له وأشهد أن محمداً عبده ورسوله.

## طاعة الله
ألقاها الرسول ﷺ أوصيكم عباد الله بتقوى الله وأحثكم على طاعته وأستفتح بالذي هو خير. أما بعد أيها الناس اسمعوا مني أبين لكم فإني لا أدري لعلى لا ألقاكم بعد عامي هذا في موقفي هذا.

## الارتفاعات والانخفاضات
ألقاها الرسول ﷺ أيها الناس إن ربكم واحد وإن أباكم واحد كلكم لآدم وآدم من تراب أكرمكم عند الله اتقاكم، وليس لعربي على عجمي فضل إلا بالتقوى – ألا هل بلغت....اللهم فاشهد قالوا نعم – قال فليبلغ الشاهد الغائب.

## النساء والروحانية
ألقاها الرسول ﷺ أما بعد أيها الناس إن لنسائكم عليكم حقاً ولكم عليهن حق. لكم أن لا يواطئن فرشهم غيركم، ولا يدخلن أحداً تكرهونه بيوتكم إلا بإذنكم ولا يأتين بفاحشة، فإن فعلن فإن الله قد أذن لكم أن تعضلوهن وتهجروهن في المضاجع وتضربوهن ضرباً غير مبرح، فإن انتهين وأطعنكم فعليكم رزقهن وكسوتهن بالمعروف، واستوصوا بالنساء خيراً، فإنهن عندكم عوان لا يملكن لأنفسهن شيئاً، وإنكم إنما أخذتموهن بأمانة الله واستحللتم فروجهن بكلمة الله فاتقوا الله في النساء واستوصوا بهن خيراً – ألا هل بلغت....اللهم فاشهد.

## حذار من الشيطان
ألقاها الرسول ﷺ ايها الناس ان الشيطان قد يئس أن يعبد في ارضكم هذه، ولكنه قد رضي أن يطاع فيما سوى ذلك مما تحقرون من اعمالكم.